# خورشیدگرفتگی ۲۲ مه ۲۰۹۶
خورشیدگرفتگی ۲۲ مه ۲۰۹۶ (به انگلیسی: Solar eclipse of May 22, 2096) یک خورشیدگرفتگی از نوع خورشیدگرفتگی کامل است. این خورشیدگرفتگی در تاریخ ۲۲ مه ۲۰۹۶ میلادی (‎۲ خرداد ۱۴۷۵ خورشیدی) روی خواهد داد که زمان اوج آن، ساعت ۱:۳۷:۱۴ به‌وقت ساعت هماهنگ جهانی است. مدت زمان و طول این خورشیدگرفتگی ۶ دقیقه و ۷ ثانیه خواهد بود.